# مرجان فولادوند

تصویر مرجان فولادوند

تصویر مرجان فولادوند

مرجان فولادوند نویسنده، پژوهشگر و مدرس ایرانی متولد سال 1354 در جهرم استان فارس است. وی دانش آموخته دکترای ادبیات فارسی است و نوشتن را از نوجوانی در کتابخانه کانون پرورش فکری کودکان و نوجوانان آغاز کرده است. از او کتابهایی داستانی و غیر داستانی برای بزرگسالان، کودکان و نوجوانان منتشر شده که بعضی از آنها روایت‌هایی تازه از اساطیر ایران هستند و در کشورهای فرانسه، آلمان، هلند، نروژ، چین و ایتالیا ترجمه شده اند. کتابهای او جوایز متعددی در ایران  و خارج از ایران گرفته است. کتاب آرش، حکایت تیرانداختن مرد قصه‌گو از این نویسنده برنده‌ی دیپلم افتخار دفتر بین‌المللی کتاب برای نسل جوان (IBBY)، برگزیده‌ی بهترین بازآفرینی متون کلاسیک در چهل سال اخیر از سوی دانشگاه شیراز و نیز برنده‌ی «پلاک طلای جایزهی ادبی آذر یزدی» برای بهترین بازآفرینی بوده است.
او سالها به عنوان خبرنگار، دبیر سرویس، و سردبیر در مطبوعات فعالیت داشته و سردبیر دو مجله پرتیراژ  «همشهری بچه ها و رشد دانش آموزبوده است و جوایز متعددی  در حوزه ی مطبوعات  دارد.  وی عضو انجمن نویسندگان کودک و نوجوان  می‌باشد و در سال 1401 به عنوان عضو هیئت مدیره از سوی اعضای این انجمن با اکثریت آرا انتخاب شد.

## آثار

##### کتاب‌ها (کودک و نوجوان)
- طوطی و بازرگان، انتشارات کانون پرورش فکری کودکان و نوجوانان، چاپ اول ۸۲، چاپ چهارم ۹۰ / معرفی شده در لیست کتاب‌های برگزیده کتابخانه بین‌المللی کودک مونیخ / ترجمه و منتشر شده در کشورهای: فرانسه، نروژ، هلند، ایتالیا و چین / برگزیده جشنواره کتاب‌های تصویری (از ۱۳۵۷ تا ۱۳۹۰) از سوی دانشگاه شیراز
- رستم و سهراب، انتشارات کانون پرورش فکری کودکان و نوجوانان، چاپ اول ۸۳، چاپ دوم۹۰ / معرفی شده در لیست کتاب‌های برگزیده کتابخانه بین‌المللی کودک مونیخ / ترجمه و منتشر شده در چین
- ماه مهربان، انتشارات کانون پرورش فکری کودکان و نوجوانان چاپ اول ۸۳، چاپ سوم ۶، تولید انیمیشن از کتاب ۹۰ / معرفی شده در لیست کتاب‌های برگزیده کتابخانه بین المللی کودک مونیخ / کتاب پیشنهادی شورای کتاب کودک
- نقاشان چینی و رومی، کانون پرورش فکری کودکان و نوجوانان، چاپ اول۸۶
- من و یک گلدان خالی، انتشارات کانون پرورش فکری کودکان و نوجوانان، چاپ اول ۸۹، چاپ دوم ۹۶
- آرش - حکایت تیر انداختن مرد قصه گو، انتشارات افق، چاپ اول ۹۰، چاپ سوم ۹۶ / انتخاب شده در لیست افتخار ۱۰۰ کتاب برتر سال ۲۰۱۵-۱۰۱۶ از سوی  دفتر بین المللی کتاب برای نسل جوان IBBY /‎ کتاب برتر سال ۹۰- ۹۱ از سوی ناشران / برگزیده پلاک طلای جایزه ادبی آذر یزدی / برگزیده جشنواره کتاب‌های تصویری (از ۱۳۵۷ تا ۱۳۹۰) از سوی دانشگاه شیراز
- رستم و اسفندیار، کانون پرورش فکری کودکان و نوجوانان، چاپ اول سال ۹۲، چاپ دوم ۹۳ / کتاب برگزیده و پلاک طلای جایزه ادبی مهدی آذر یزدی / برگزیده بازنویسی خلاق از سوی شورای کتاب کودک / انتخاب شده در فهرست لاکپشت پرنده
- ژینژانبر مرغ نوروزی، انتشارات کانون پرورش فکری کودکان و نوجوانان، چاپ اول ۹۴، چاپ دوم ۹۵
- سیمرغ، انتشارات مدرسه، چاپ اول ۹۸، چاپ دوم ۱۴۰۰ / انتخاب شده در فهرست کلاغ سفید ۲۰۲۰ [۱]
- زنده باد حسودها، بدجنس ها و بی معرفت ها، انتشارات پرتقال، چاپ اول سال ۱۴۰۰
- هفت جاویدان، نشر هوپا، چاپ اول، سال ۱۴۰۱

##### کتاب‌های بزرگسال
- پروانه در چراغانی مجموعه داستان، انتشارات سوره مهر، چاپ اول ۷۸، چاپ چهاردهم  ۹۰
- اینک شوکران، نشر روایت فتح  سال ۸۷، چاپ هفتم ۹۰
- به های های خندیدن؛ مجموعه داستان، نشر قطره ۹۲/ کاندید بهترین مجموعه داستان  جایزه ادبی پروین سال ۹۴

## افتخارات
- کتاب سیمرغ: برگرفته از منطق‌الطیر عطار نیشابوری از آثار او (با تصویرگری محمد برنگی) که در سال ۱۳۹۸ از سوی نشر مدرسه منتشر شد، در فهرست کلاغ سفید (۲۰۲۰) قرار گرفت.[۲]
- انتخاب شده به عنوان نویسنده برتر جشنواره کتاب‌های بازنگاری چهل سال اخیر (از ۱۳۵۷ تا ۱۳۹۰) از سوی دانشگاه شیراز (همایش ۹۶)
- برگزیده جشنواره مطبوعات کودک و نوجوان سال ۹۵ بخش یادداشت و سرمقاله
- برگزیده به عنوان سردبیر بهترین نشریه از سوی مخاطب در جشنواره مطبوعات کودک و نوجوان  سال ۹۵

- برگزیده به عنوان طراح و سردبیر بهترین نشریه کودک و نوجوان از سوی شورای کتاب کودک سال ۹۳
- برگزیده جشنواره مطبوعات کودک و نوجوان سال ۹۳ در بخش یادداشت و سرمقاله
- برگزیده جشنواره  مطبوعات کودک و نوجوان  سال ۹۳ بخش داستان طنز